# Sant Andreu de Linya
Sant Andreu de Linya és l'església parroquial de Linya que forma part de l'Inventari del Patrimoni Arquitectònic Català de Navès (Solsonès).

## Descripció
Sant Andreu de Linya és una església neoclàssica rural amb la rectoria adossada. És d'una sola nau, planta rectangular i amb coberta a doble vessant. Té un esvelt campanar de tres cossos, acabant amb una balustrada de pedra d'on surten quatre semiarcs ogivals.

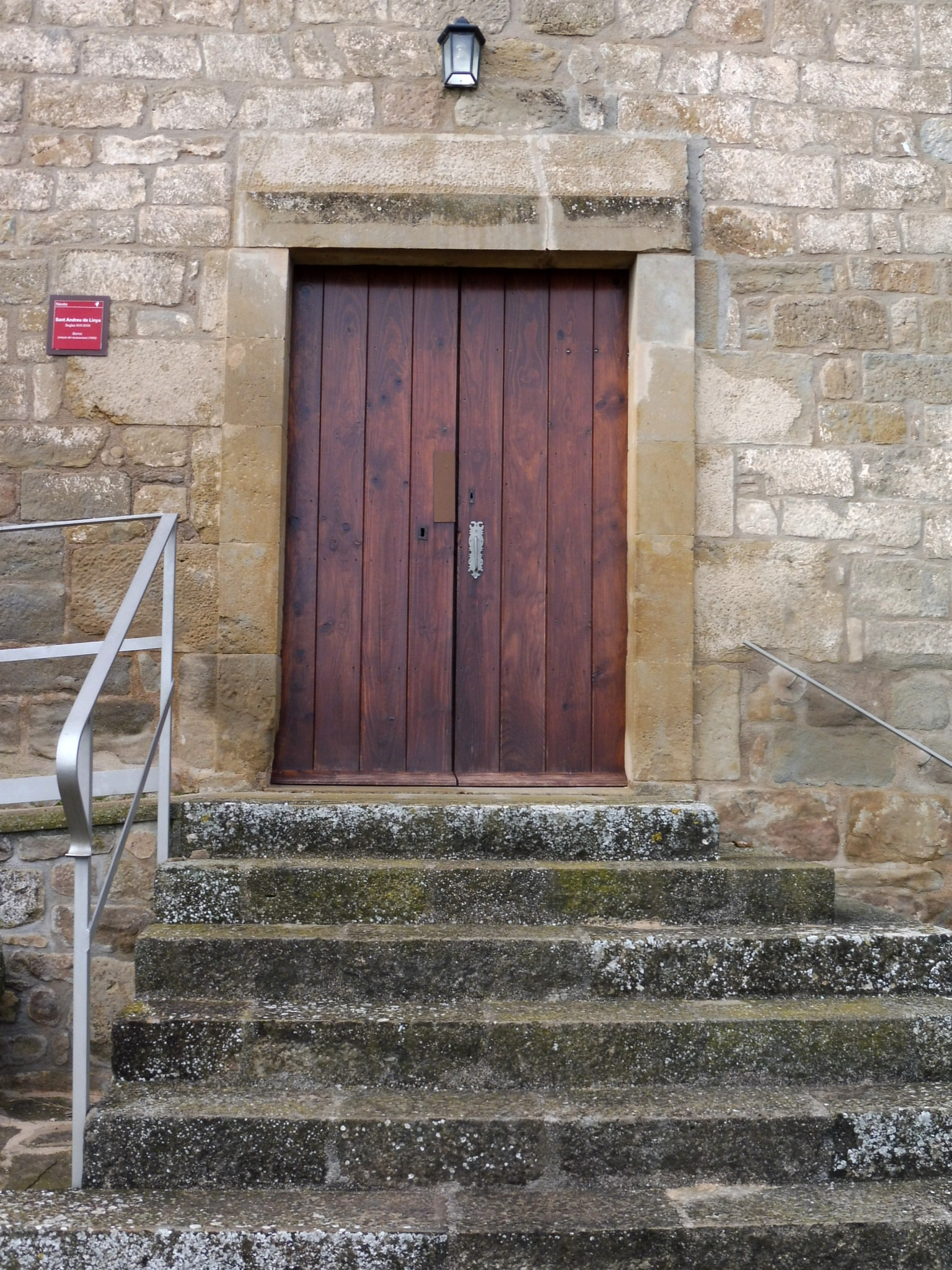
Porta

Porta al nord-est senzilla amb llinda de pedra i al damunt, un petit rosetó. Escala amb esgraons per entrar-hi. Parament de pedres irregulars amb morter, excepte a les cantonades que són de pedra picada i escairats. A l'interior hi ha un Retaule renaixentista (segle xvi) amb escenes de la Vida de Crist, coronat per un Sant Andreu.
L'estela funerària es troba clavada davant de l'església. És feta de pedra, té una decoració a base d'una creu, en forma d'ametlla i ficada dins d'un cercle, amb peu de forma triangular.
Sarcòfags:
- 1-. De forma rectangular, de 50 cm d'amplada, 95 de llargada i 50 d'alçada. La decoració de la cara frontal està formada per una franja amb quatre flors, iguals dues a dues, totes de sis pètals i amb la silueta en relleu. Per sota corre un fris de capelles amb arcs escarsers i de mig punt. En una de les cares laterals hi ha una creu recreuada i a l'altra una de patent, les dues en relleu. No hi ha la tapa.
- 2-. Només resta la cara frontal. Fa 88 cm de llargada, 42 d'alçada i 25 cm. La decoració està formada per dos quadrats amb vora en relleu i un dibuix, també en relleu. En un dels quadrats hi ha un castell emmerletat de carreus en filades, dues torres i porta d'arc de mig punt dovellat al centre. A l'altra hi ha un dibuix esquemàtic dels tres cards dels Cardona.[1]

### Notícies històriques
Església dedicada a Sant Andreu. És la parroquial de Linya. Tradicionalment tenia només quatre cases (masos). A la fi del segle xix, es van annexionar masies que havien estat de Navès i de Besora. El lloc havia estat possessió dels Cardona. Tant l'estela funerària com els sarcòfags, és possible que fossin de l'antiga església, la qual va ser substituïda al segle xviii per l'actual església parroquial, d'estil Neoclàssic.